# أغنيس دينز كاميرون
أغنيس دينز كاميرون هي محاضرة ‏ وكاتِبة كندية، ولدت في 20 ديسمبر 1863 في فيكتوريا في كندا، وتوفي بنفس المكان في 13 مايو 1912.